# Juan Sanz y Palanca
Blahoslavený Juan Sanz y Palanca, řeholním jménem Crisólogo (11. srpna 1880, Pamplona – 30. července 1936, Madrid), byl španělský římskokatolický řeholník Kongregace školských bratří a mučedník.

## Život
Narodil se 11. srpna 1880 v Pamploně.
Roku 1897 vstoupil do postulátu v Bugedu a roku 1898 do noviciátu, kde přijal jméno Crisólogo. Své věčné sliby složil roku 1910.
Po zkušenostech v různých částech Španělska byl dvakrát jmenován ředitelem jednoho z kongregačních domů v Madridu. Působil také jako ředitel ve Viloria de Rioja. Byl znám jako vynikající učitel.
Roku 1931 se stal ředitelem a učitelem školy Santa Susana de Madrid.
Když v červenci 1936 vypukla španělská občanská válka, jeho řeholní kongregace byla předmětem prvních útoků revolucionářů.
Dne 30. července 1936 vtrhli do domu bratří revolucionáři, kteří bratry podrobili výslechu, poté je svázali a odvezli do Casa de Campo. Tam byl spolu s šesti dalšími spolubratry zastřelen.

## Proces blahořečení
Po roce 1990 byl v arcidiecézi Madrid zahájen jeho beatifikační proces spolu s dalšími 24 mučedníky Kongregace školských bratří a Řádu karmelitánů. Dne 19. prosince 2011 uznal papež Benedikt XVI. mučednictví této skupiny řeholníků. Blahořečeni byli 13. října 2013 ve skupině 522 mučedníků Španělské občanské války.